# Завоевание Мурсии (1265—1266)
Завоевание Мурсии произошло в 1265-1266 годах, когда король Хайме I Арагонский завоевал удерживаемую мусульманами тайфу Мурсия от имени своего союзника Альфонсо X Кастильского .
Ранее Мурсия была полунезависимым вассалом Кастилии, но отказалась от своей верности во время восстания мудехаров в 1264—1266 годах. Арагон вступил в войну на стороне Кастилии после того, как королева Виоланта Арагонская, которая была дочерью Хайме, написала письмо с просьбой о помощи своему отцу.
После первоначальных переговоров со своей знатью Хайме выступил из Валенсии в конце октября 1265 года. Впоследствии арагонские войска захватили несколько мурсийских городов и разгромили вспомогательный отряд, посланную гранадским эмиратом. Осада города Мурсия началась в январе 1266 года и закончилась его капитуляцией 31 января и вступлением Хаймеа в город 3 февраля.
После завоевания Мурсия была возвращена Кастилии и утратила свой полунезависимый статус. Впоследствии его мусульманское население было переселено в пригороды, поскольку Кастилия привезла христианских поселенцев для заселения региона.

## Исторический фон
В первой половине XIII века Кастилия и Арагон завоевали множество мусульманских государств на юге Испании. Мурсия, крупный центр власти на юго-востоке, сдалась 2 апреля 1243 года инфанту Альфонсо, будущему Альфонсо X Кастильскому. После этого завоевания тайфа Мурсии стала полунезависимым вассалом Кастилии, управляемым Баха аль-Даулой из Бану Худ. Согласно этому соглашению, Мурсия по-прежнему имела свою собственную армию, бюрократию и монеты, но её правители должны были подчиняться как вассалы Альфонсо. Баха аль-Даула остался верен Альфонсо X, несмотря на его политику поддержки христианского населения Мурсии. Баха аль-Дауле наследовал его сын Абу Джафар в 1259 году, который умер через несколько лет и был заменен его сыном Мухаммедом. Мухаммад вскоре был свергнут своим двоюродным братом Абу Бакром ибн Худом, также известным как Аль-Ватик. К этому времени султан соседнего эмирата Гранада Мухаммад I консолидировал свою власть и территории, став ещё одной региональной державой , хотя номинально также находился под суверенитетом Кастилии.

## Восстание
В конце июля или августе 1264 года мусульманское население («мудехары») Нижней Андалусии подняло восстание против Кастилии, начавшееся в Хересе и распространившееся на другие города . Восстание было частично вызвано репрессивной политикой Кастилии по насильственному переселению мусульман, а также подстрекательством Мухаммеда I Гранадского. Мухаммед I отрекся от своей верности Кастилии и тоже напал. Многочисленные поселения и замки, включая сам Херес, пали от рук повстанцев или гранадских войск.
Мурсия также присоединилась к восстанию. Мурсийцы изгнали кастильские войска из Алькасара (замка), и аль-Ватик объявил о верности Мухаммеду I. Мухаммед I послал войска на помощь Мурсии во главе со своим союзником из Бану Ашкилула Абдаллой ибн Али. Абдалла, возможно, захватил власть в Мурсии до того, как мурсийцы восстановили аль-Ватика в должности. в какой-то момент во время восстания.

## Наступление арагонцев

### Подготовка
Первоначально задача подавления восстания была возложена на брата короля Альфонсо инфанта Мануэля Кастильского и великого магистра ордена Сантьяго Пайо Переса Коррею. Обеспокоенный тем, что Кастилия сражалась на трех фронтах, Альфонсо X попросил свою жену, королеву Виоланту, обратиться за помощью к её отцу, Хайме I Арагонскому. Хайме I согласился и созвал свои кортесы, чтобы поддержать войну. Каталонские кортесы согласились повысить налоги на предвыборную кампанию в июле 1264 года, но парламент — на другие его владения, Арагонские кортесы изначально отвергли кампанию, когда встретились в ноябре. Хайме I провел следующие месяцы, пытаясь убедить арагонских баронов. В мае 1265 года архиепископ Таррагонский и епископ Валенсийский начали проповедовать о крестовых походах. Папа римский Климент IV разрешил Якову собирать десятину со своих владений на срок до трех лет для финансирования крестового похода. Инфант Педро (будущий Педро III Арагонский) провел первые рейды против повстанцев в конце лета 1265 года.

### Вторжение в Мурсию
Хайме I выступил со своими войсками из Валенсии в конце октября 1265 года. Он держал свою армию близко друг к другу и продвигался через города, удерживаемые мусульманами. В свою очередь, мусульмане Вильены, Эльды, Петрера, Ориуэлы сдались ему на условиях, что им будет разрешено сохранить свои земли и свободно совершать богослужения.
Теперь Хайме готовился к походу на сам город Мурсию, и к нему присоединились кастильские войска под командованием инфанта Мануэля. В то же время гранадские войска, насчитывавшие 800 кавалеристов и 2 000 латников, выступили маршем, чтобы освободить город. Хайме двинулся на перехват этой колонны, и гранадцы были разбиты в сражении.
В начале декабря король Арагона Хайме встретился с Альфонсо X в Алькарасе, на границе между Кастилией и королевством Валенсия, принадлежащим Джеймсу, чтобы скоординировать их военные усилия. 2 января 1266 года Хайме выступил из Ориуэлы и начал осаду города Мурсия. Между защитниками и осаждающими вспыхнули стычки. Оказавшись в меньшинстве и отрезанные от подкреплений, защитники города потребовали условий. Хайме предложил попросить Альфонсо восстановить законные права мурсийцев, существовавшие до восстания: самоуправление под кастильским сюзеренитетом, свободу вероисповедания и сохранение земель и собственности. Они согласились на это предложение, но потребовали явного согласия Альфонсо, а не просто обещания Хайме спросить его. Хайме отказался получить согласие Альфонсо до того, как город сдастся.
Окончательно город сдался 31 января. В городе были подняты стандарты Хайме, и, как говорили, он опустился на колени и поцеловал землю, чтобы поблагодарить Бога, когда увидел это. Сам Хайме вошел в город 3 февраля, официально приняв капитуляцию города от аль-Ватика.

## Последствия
После капитуляции города Хайме и его войска вошли внутрь и заняли городской замок, а также территорию между ним и воротами, обращенными к первоначальному лагерю Хайме. Арагонцы захватили мечеть рядом с замком — в нарушение условий капитуляции. Когда граждане-мусульмане запротестовали, Хайме сказал, что в городе есть ещё десять мечетей и что он не желает слышать призыв мусульман к молитве в замке, где он поселился. Он также пригрозил разграбить город. Мусульмане уступили, затем Хайме превратил мечеть в церковь и посвятил её Деве Марии. После этого он вошел в церковь, где эмоционально плакал, а его священники служили мессу. Хайме и его армия оставались в Мурсии до марта 1266 года. Он вернулся в свое королевство, передав город кастильцам. 23 июня город официально подтвердил свою верность королю Кастилии Альфонсо X и попросил у него прощения за мятеж.
Фактически поражение Мурсии означало, что она больше не была самоуправляемой под властью мусульман, а управлялась непосредственно кастильцами. Права мусульман, гарантированные условиями капитуляции, оказались слабо соблюдаемыми. В городе мусульманам разрешалось жить только в пригороде под названием Арриксака, и другие граждане-мусульмане были вынуждены переехать туда. Между мусульманским пригородом и остальной частью города была построена стена, и мусульманам была предоставлена свобода вероисповедания в их пригороде. Аль-Ватик получил земли и жил там в изгнании, на его место лидером мусульман был назначен Абдалла ибн Худ с титулом «король мавров Арриксаки в Мурсии», а не «король Мурсии» до восстания. Остальная часть города была конфискована и передана христианам: для заселения его были привезены поселенцы из других частей Кастилии. Кастилия предприняла аналогичные усилия в других городах этого района. Кастильский монарх Альфонсо X оставался в Мурсии с февраля 1271 по осень 1272 года, руководил колонизацией региона и учреждением новой администрации из христиан. Он даровал фуэро Мурсии и ряду других городов.